# 데이비드 셰이너
데이비드 샤이너(David Sheiner, 1928년 1월 13일 ~ )는 미국의 배우이다.

## 출연 작품
- 알라모 (1987년)
- 블루 썬더 (1983년)
- 더 폴 가이 (1981년)
- 기디언의 트럼펫 (1980년)
- 성룡의 살수호 (1980년)
- 엔터베 특공작전 (1976년)
- 외로운 추적 (1970년) - 중위 케너 역
- 닥터 게논 (1969년)
- 영광이여 영원히 (1969년)
- 별난 커플 (1968년)
- 0011 나폴레옹 솔로 - 지옥특파 (1966년)
- 최고의 이야기 (1965년)
- 첩보원 0011 (1964년)
- 해저 여행 (1964년)
- 전투 (1962년)
- 딜론 보안관 (1955년)

### 텔레비전
- 도망자 (1964-66)
- FBI (1965-66)
- 제5전선 (1967-71)
- 아이언사이드 (1968)
- 하와이 파이브-O (1969)
- 형사 Q (1979-83)